# Melisende av Jerusalem
Melisende av Jerusalem, född 1105, död 11 september 1161, var monark (drottning) av Jerusalem mellan 1131 och 1153, och regent i sin sons frånvaro från 1153 till 1161. Hon var dotter till Balduin II av Jerusalem och Morphia de Melitene.

## Biografi

### Tronarvinge
Melisende var den äldsta av fyra döttrar, hennes yngre systrar var Alice av Antiochia, gift med Bohemund II av Antiochia, Hodierna av Jerusalem, gift med Raymond II av Tripoli och Ioveta, abbedissa i Betania. 
Melisende förklarades tidigt av sin far som hans tronarvinge. Hennes far uppmanades att skilja sig från hennes mor, delvis för att kunna skaffa sig en maka med bättre kontakter, och delvis för att kunna få en son. Fadern var dock uppriktigt tillgiven modern och var tydlig med att Melisende var hans fullvärdiga arvtagare. Hon kallades "Dotter till kungen och arvtagare till kungadömet Jerusalem", var medlem av kungliga rådet Haute Cour och förekom i alla offentliga sammanhang så som på mynt och vid förläningar till vasaller.
För att säkra sin dotters styre ville fadern arrangera ett äktenskap med en man som kunde fungera som ett kraftfullt stöd, och lät Frankrikes monark välja hennes make. Den utvalde var Fulko av Anjou, en av Frankrikes just då mäktigaste vasaller. Hans son från hans första äktenskap Gottfrid V av Anjou gifte sig med Matilda av England och blev stamfader till huset Plantagenet. Fulko krävde dock att få bli ensam härskare vid Balduins död. Balduin gick med på det. 
År 1130 lät Balduin officiellt kröna Melisende, Fulko och deras son till samregenter, och förlänade dessutom Melisende ensamt förmynderskap över hennes son och tronarvinge.

### Monark
Vid Balduins död 1131 besteg Melisende och Fulko gemensamt tronen. Fulko förhindrade dock med hjälp av sina riddare Melisende från att utöva sina rättigheter som monark, något som orsakade missnöje bland Jerusalems adel.
År 1134 anklagade Fulko Melisendes kusin Hugo II de Le Puiset, greve av Jaffa, som var en av hennes mest lojala supportrar, för att vara hennes älskare. Detta ledde till en konflikt mellan Fulko och hans franska riddare och Jerusalems adel, som var lojala mot Melisende. Konflikten slutade år 1135 med att Melisendes parti tog makten och att Fulko tvingades uppge sin makt och tillåta henne att regera.
Fram till Fulkos död 1143 regerade Melisende med stöd av Jerusalems adel i praktiken ensam och med full auktoritet, då Fulko i fortsättningen inte vågade ifrågasätta eller motsätta sig hennes regering. Vid Fulkos död 1143 kröntes Melisendes son Balduin III till hennes samregent. Hon fortsatte dock att regera ensam.
Melisende hade ett gott förhållande till kyrkan och starkt stöd av både kyrka och baronerna under sin regeringstid. År 1144 försökte Melisende att undsätta den belägrade korsfararstaten Edessa, och då det misslyckades och erövrades av muslimerna sände hon bud till påven, som ledde till att denne utfärdade ett upprop som ledde till det andra korståget. Under korståget deltog Melisende personligen i korstågets militära operationer.

### Senare liv
År 1150 begärde hennes son att få verkliga maktbefogenheter och att krönas till ensam regent. Detta ledde till en konflikt mellan Melisende och hennes son som framlades inför Haute Cour. Haute Cour delade landet och förlänade norra delen till Balduin och resten, inkluderande själva Jerusalem, till Melisende.
1152 förklarade Balduin krig mot sin mor, erövrade Jerusalem och avsatte henne. Han förlänade henne dock rätten att regerade över staden Nablus med tillhörande territorium livet ut. Balduin III erkände Melisendes politiska förmåga, och kom snart att inse att han förutom henne hade få kapabla politiska aktörer att lita till. Från 1153 gav han henne en mängd politiska uppdrag och rätten att agera regent i hans frånvaro. Hon avled i hjärtslag 1161.

## Eftermäle
Melisendes samtida Vilhelm av Tyrus skrev om henne: 
"Hon var en mycket vis kvinna, fullt erfaren i nästan alla aspekter av statsaffärer, som så fullständigt triumferade över sitt köns handikapp att hon kunde ta kontrollen över viktiga angelägenheter [...] strävande efter att utstråla de bästa furstars strålglans, regerade Melisende kungariket med sådan förmåga att hon med rätta ansågs vara sina föregångares jämlike".